# زوا موراني
زوا موراني (من مواليد 29 مارس 1988) عارضة أزياء وممثلة هندية ظهرت في أفلام بوليود . ظهرت موراني هي ابنة المنتج السينمائي والمالك المشارك لشركة سينيوك ،كريم موراني وابنة أخت منتجي الأفلام علي موراني ومحمد موراني. عمتها لاكي موراني (زوجة محمد) هي مصممة أزياء وممثلة.